# Bossembélé
Bossembélé est une ville de République centrafricaine située dans la préfecture de Ombella-M'Poko dont elle constitue l'une des six sous-préfectures.

## Géographie
Bossembélé est située à 157 km au nord de Bangui sur la RN1 (route nationale 1), reliant la capitale au Tchad. Elle constitue un carrefour à l'extrémité de la RN3 (route nationale 3) qui conduit vers l'ouest à Garoua-Boulaï sur la frontière camerounaise.
| Guézéli | Koro-Mpoko |           |
| Yaloké  | Bossembélé | Bogangolo |
| La Mbi  | Boali      |           |

## Histoire
Du 31 juillet 1912 au 16 mai 1919, la localité est un chef-lieu de Subdivision dans la circonscription militaire de la M’Poko. La subdivision supprimée en 1919 est intégrée à la subdivision de Boali jusqu'en 1943, date à laquelle Bossembélé reprend le rang de chef-lieu de subdivision. Le 16 octobre 1946, elle devient chef-lieu de district. Le 23 janvier 1961, la République centrafricaine indépendante instaure la localité en chef-lieu de sous-préfecture de l’Ombella-M'Poko.
En mars 2013, lors de la prise du pouvoir par la Séléka, la ville est pillée, la plupart des services de l'État sont restés fermés plusieurs mois. Du 16 au 18 janvier 2014, lors de la troisième guerre civile centrafricaine se déroule le massacre de Bossembélé.

## Administration

### Quartiers et villages
La population urbaine de la localité se répartit en 23 quartiers : Arabe 1, Bakété, Boani, Bodanga 2, Bodele Gbaya, Bodoua, Bogbado, Bogbalan, Bokengué, Bokoin Centre, Bokpale, Bomboula, Bornou 1, Bossambali, Gbabou, Gbadion, Gbakété, Gbaloudou, Haoussa, Kpetene, Ngando 1, Ngando 2, Onoguia Labelle.
La population rurale de la commune regroupe 46 villages: Bagono 1, Bagono 2, Bagono 3, Bakere 2, Boali 1, Boali 2, Bodanga, Bodele 1, Bodele 2, Bodoukpa, Boesse 1, Boesse 2, Bogali, Bogbaloko 1, Bogban, Bogbayele, Bogbaza, Bogbazou, Bogbom, Bogoe 1, Bogoin 1, Bogoin 2, Boguissi, Bokoin 1, Bokoin 2, Bomassana, Bomboula 1, Bomboula 2, Bondio 1, Bondio 2, Bondowe, Bossambali-Ngata, Bossangoa, Bossobien, Bossogbian 1, Bossogbian 2, Bougoudi 1, Bougoudi 2, Boyali 1, Boyali 2, Boyali 3, Boyola, Boyonguené, Gbadengué, Gbagono, Gbaloko 1, Gbaloko 2, Ndjo.

### Instance judiciaire
La ville est le siège d'un tribunal de grande instance (TGI) réhabilité en septembre 2015, il est du ressort de la cour d'appel de Bangui et sa juridiction s'étend sur les sous-préfectures de Boali, Bossembélé et Yaloké.

## Éducation
L'enseignement secondaire est assuré au lycée Modida de Bossembélé.

## Société
L'église catholique Saint François de Sales de Bossembélé est le siège d'une paroisse depuis 1947, elle est également le siège d'une doyenné de l'archidiocèse de Bangui.

## Économie
La route Transafricaine 8 Lagos-Mombasa passe par Bossembélé.
La ville possède un aérodrome (code AITA : BEM).